# Xanthagaricus myriostictus
Xanthagaricus myriostictus är en svampart som först beskrevs av Berk. & Broome, och fick sitt nu gällande namn av Little Flower, Hosag. & T.K. Abraham 1997. Xanthagaricus myriostictus ingår i släktet Xanthagaricus och familjen Agaricaceae.   Inga underarter finns listade i Catalogue of Life.